# Assedio di Hulst (1596)
L'assedio di Hulst del 1596, detto anche secondo assedio di Hulst, fu un assedio combattuto presso la città di Hulst (attuali Paesi Bassi) dalla metà di luglio al 18 agosto 1596, nell'ambito della guerra degli ottant'anni. Dopo un breve assedio durante il quale Maurizio d'Orange lanciò un fallito tentativo di liberare la città, la città cadde nelle mani degli spagnoli.

## Antefatto
Dal 1590 al 1594 gli olandesi sotto la guida di Maurizio d'Orange avevano raggiunto grandi successi militari ed avevano espanso i territori da loro controllati, catturando molte città strategiche e piazzeforti, inclusa Hulst. Nel 1595 Maurizio iniziò una nuova campagna militare con l'obbiettivo di espellere le truppe spagnole da tutte le città al di là del Reno ad est dei Paesi Bassi. Ad ogni modo, all'assedio di Groenlo Cristóbal de Mondragón giunse con un esercito di rinforzo tale che Maurizio venne costretto ad interrompere l'assedio. L'anno seguente iniziò male per gli anglo-olandesi dal momento che il porto di Calais cadde nelle mani degli spagnoli dopo la resa della guarnigione francese locale. Gli spagnoli sotto la guida dell'arciduca Alberto d'Austria tornarono quindi nelle Fiandre e portarono avanti una controffensiva e posero assedio ad Ostenda.
Le forze dell'arciduca Alberto marciarono quindi da Anversa, passando lo Scheldt, nel Brabante con 15 000 tra fanti e cavalieri sotto il comando del signore di Rosne, un rifugiato francese che aveva rimpiazzato i generali Francisco Verdugo e Cristobal Mondragón, entrambi morti nel frattempo. Alberto era indeciso se assediare Bergen op Zoom o Breda. Ad ogni modo, questo atteggiamento di Alberto poteva dirsi volontario per confondere il nemico. Il piccolo e dilapidato esercito di Maurizio d'Orange contava su 5000 soldati provenienti dal Brabante (il grosso dei veterani inglesi e scozzesi erano impegnati nel sacco di Cadice con Francis Vere). Gli Stati Generali provvidero il necessario ad armare ad ogni modo altri 2000 soldati. Con l'esercito olandese in queste condizioni, Alberto comprese di poter attaccare la città di Hulst senza particolare problemi.

## L'assedio
Alberto marciò verso Hulst, evitando ogni contatto con l'esercito di Maurizio. Hulst era una piccola cittadina fortificata che sovrintendeva la regione di Waasland nelle Fiandre ed era già stata catturata nel 1591 dalle forze anglo-olandesi al comando dello stesso Maurizio d'Orange. La guarnigione della città aveva implementato le fortificazioni con un sistema di paratoie che potevano allagare l'area circostante la città. Il fossato che circondava le mura era stato reso più profondo, ma le mura erano state riparate solo parzialmente.

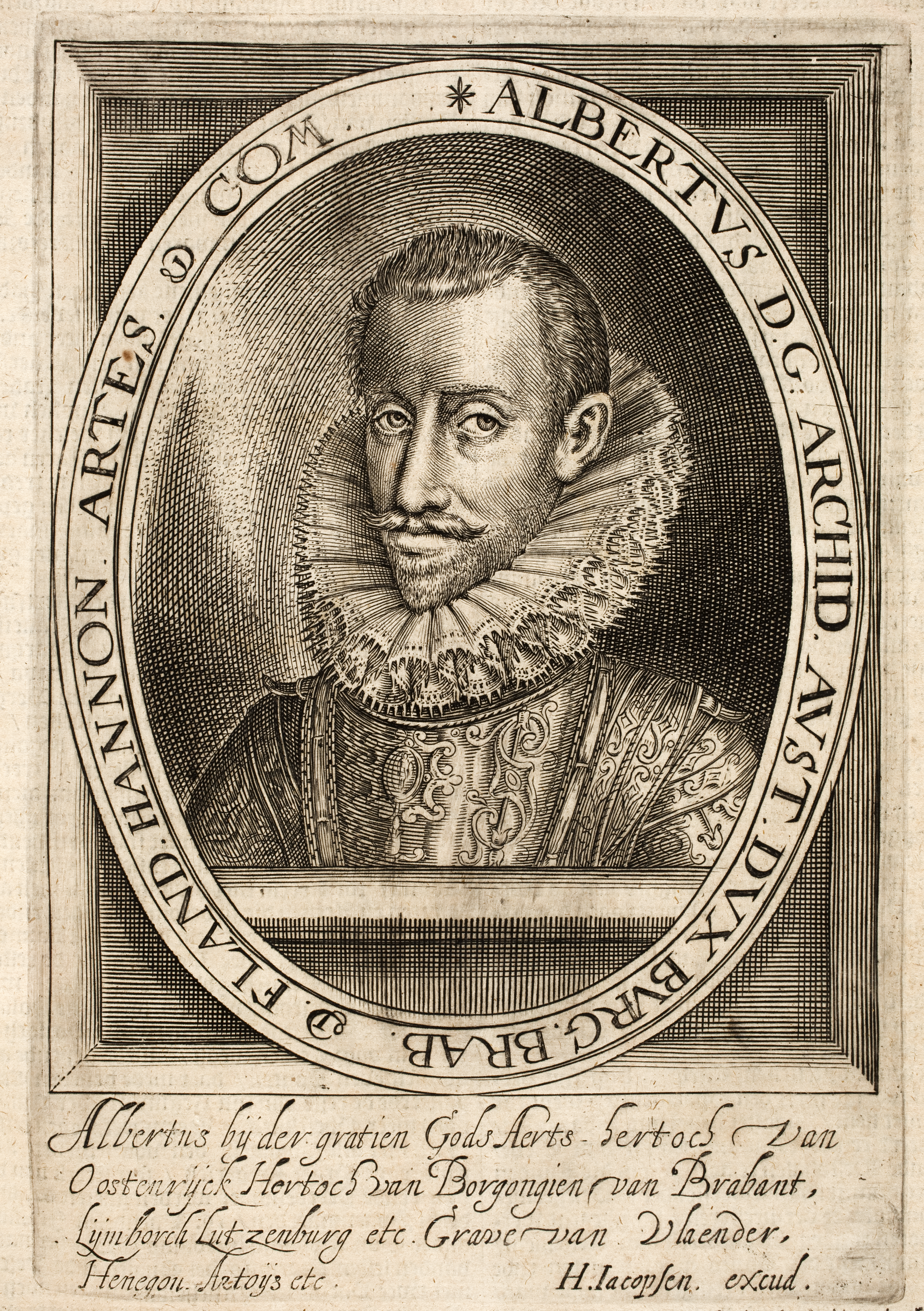
Alberto VII, arciduca d'Austria, in una stampa di Hugo Grotius

Quando Maurizio si accorse delle intenzioni dell'arciduca d'Austria, marciò velocemente verso Hulst. Gli olandesi speravano in un lungo assedio ed avevano pertanto rifornimenti sufficienti per sette mesi.
Malgrado la resistenza offerta dagli assediati che tentarono addirittura alcune sortite, l'arciduca riuscì ad ottenere il controllo delle dighe principali della città e del forte esterno di Moer che gli permise di scavare nei pressi delle mura della città in totale sicurezza. Le perdite per gli spagnoli ad ogni modo furono molto alte: in sole sei settimane perse quasi 600 uomini oltre ad avere migliaia di soldati morti per le malattie. Inoltre, de Rosne, il comandante dell'esercito spagnolo, venne ucciso durante una delle sortite del nemico. Il fuoco dell'artiglieria spagnola era furioso; dopo aver sparato quasi 1500 palle di cannone, questi riuscirono ad aprire una grande breccia nelle mura della città. La guarnigione della città si aspettava un assalto ma al contrario Alberto chiese al conte di Solms che comandava gli olandesi di arrendersi o di prepararsi all'assalto. Quando la resa venne rifiutata, al posto di procedere come promesso con l'assalto, gli assedianti si concentrarono su lavori di miniatura sotto le mura. Disorientati dal fatto che non stesse accadendo nulla, gli olandesi persero poi nello scoppio quasi 700 uomini.
Maurizio con Guglielmo Luigi si stavano avvicinando a Hulst, ma il conte di Solms sotto pressione degli abitanti della città aveva già chiesto la resa. Maurizio, ado gni modo, fece comunque un tentativo di levare l'assedio alla città, ma dovette poi ritirarsi. Persino gli spagnoli si dissero sorpresi della resa della città ed il 18 agosto 1596 Alberto concesse personalmente i pieni onori ai vinti.

## Conseguenze
Per l'arciduca d'Austria questa vittoria fu costosa con la morte di sessanta ufficiali e 5000 uomini, molti dei quali non in combattimento ma a causa delle malattie sviluppatesi nel campo. Hulst era stata colpita in tutto da quasi 3500 palle di cannone che si erano abbattute sulle mura e sugli edifici della città.
Gli zelandesi non erano rimasti soddisfatti della condotta del conte di Solms che licenziarono dal comando delle truppe. Con questo successo, Alberto si guadagnò invece piena fiducia da parte di re Filippo II di Spagna. La città rimase nelle mani degli spagnoli sino al 4 novembre 1645 quando venne ricatturata dalle forze del principe d'Orange.
Con questa sconfitta la repubblica olandese temeva dunque che gli spagnoli volessero assediare le città di Axel e Biervliet. Alberto, ad ogni modo, dopo le pesanti perdite subite e con troppe poche truppe per continuare la campagna militare, dovette ritirarsi nelle Fiandre. Maurizio intanto riottenne il vantaggio delle truppe inglesi di ritorno da Cadice. Anch'egli ad ogni modo rimandò le proprie offensive all'anno seguente.